# Gemistà
La gemistà (in greco γεμιστά /ʝɛmiˈsta/, iemistà) è un piatto della cucina greca realizzato riempiendo abitualmente pomodori o peperoni maturi (siano essi rossi o verdi) con riso e spezie.

## Varianti e diffusione

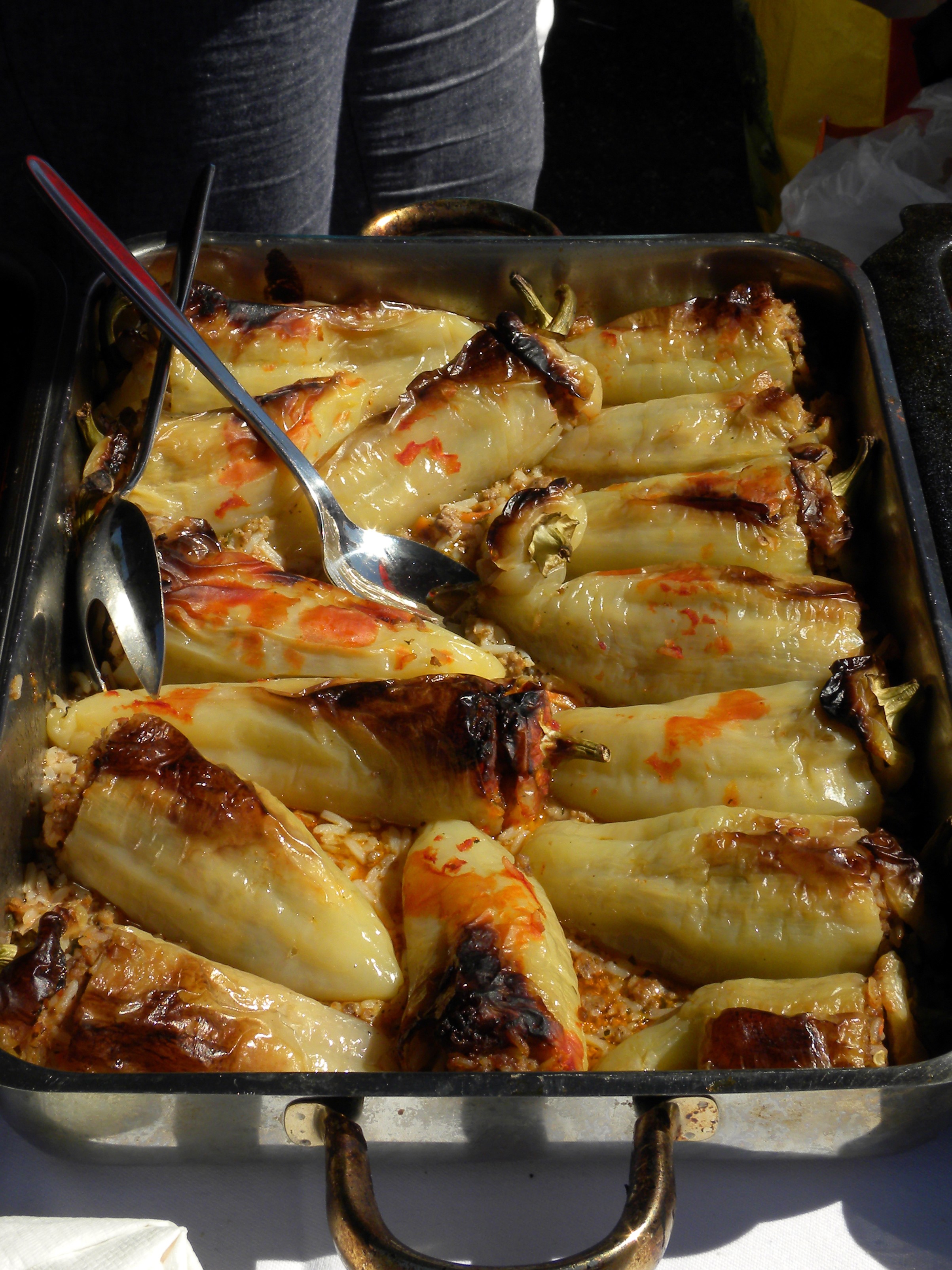
Gemistà macedone a base di peperoni

Si usano talvolta anche melanzane, patate o zucchine. Viene servito, di solito, con un contorno di patate. Piatto di origini antiche, molto comune in estate (periodo di più facile reperibilità per la verdura fresca), può essere mangiato caldo o freddo (in quest'ultimo caso come spuntino o pasto leggero).
Esistono varianti alla ricetta principale che prevedono l'utilizzo di carne macinata, formaggio, pancetta e persino pinoli. È usanza della cucina cretese di mangiare questi pomodori ripieni di bulgur (in greco πλιγούρι /pliˈɣuri/, plighùri), un particolare tipo di pasta di grano non dissimile dal cuscus. Questo tipo di guarniture sono comuni anche in altri paesi del Medio Oriente, come la Turchia ed il Libano in cui vengono chiamati con il termine generico di dolma.